# Edwin G. Krebs
Edwin Gerhard Krebs (født 6. juni 1918 i Lansing, Iowa, død 21. december 2009 i Seattle, Washington) var en amerikansk biokemiker og professor ved University of Washington.
Han er mest kendt for at han i 1992 fik Nobelprisen i fysiologi eller medicin sammen med Edmond H. Fischer for deres opdagelser vedrørende reversibel proteinphosphorylering som en biologisk reguleringsmekanisme.